# Заказинець
Заказинець (біл. вёска Закозинец) — село в складі Смолевицького району Мінської області, Білорусь. Село підпорядковане Пекалинській сільській раді, розташоване в центральній частині області.